# Anastasius
|  | Per a altres significats, vegeu «Anastasi». |

Anastasius, en grec antic Ἀναστάσιος, en llatí Anastasius, fou l'autor d'un epigrama de 18 línies, en llatí, dirigit a un tal Armatus, anomenat De Ratione Victus Salutaris post Incisam Venam et Emissum Sanguinem que es va publicar al Regimen Sanitatis Salernitanum (Anvers, 1557).
La vida i obra de l'autor són molt poc conegudes i probablement era un autor tardà, que devia viure al segle v o poc abans. No s'ha de confondre amb un metge grec anomenat també Anastasius, descobridor d'un remei per la gota que s'havia de prendre durant un any, i que Aeci cita i aprova.